# Jardín de Exhibición Weihenstephan del Instituto de Plantas Arbustivas
El Jardín de Exhibición Weihenstephan del Instituto de Plantas Arbustivas (en alemán: Sichtungsgarten Weihenstephan Institute für Stauden) es un jardín botánico de 7 hectáreas de extensión dedicado a la exhibición y estudio de plantas leñosas y arbustivas, dependiente del « Fachhochschule Weihenstephan».
El código de identificación internacional del Sichtungsgarten Weihenstephan Institute für Stauden como miembro del "Botanic Gardens Conservation Internacional" (BGCI), así como las siglas de su herbario es FREIS.

## Localización
Sichtungsgarten Weihenstephan Institute für Stauden, Geholze, Staatl. Versuchsanstalt für Gartenbau, D-85354 Freising, Bayern-Baviera, Deutschland-Alemania.
Planos y vistas satelitales.48°23′23.28″N 11°41′45.5994″E / 48.3898000, 11.695999833
El jardín botánico está abierto al público en los meses cálidos del año.

## Historia

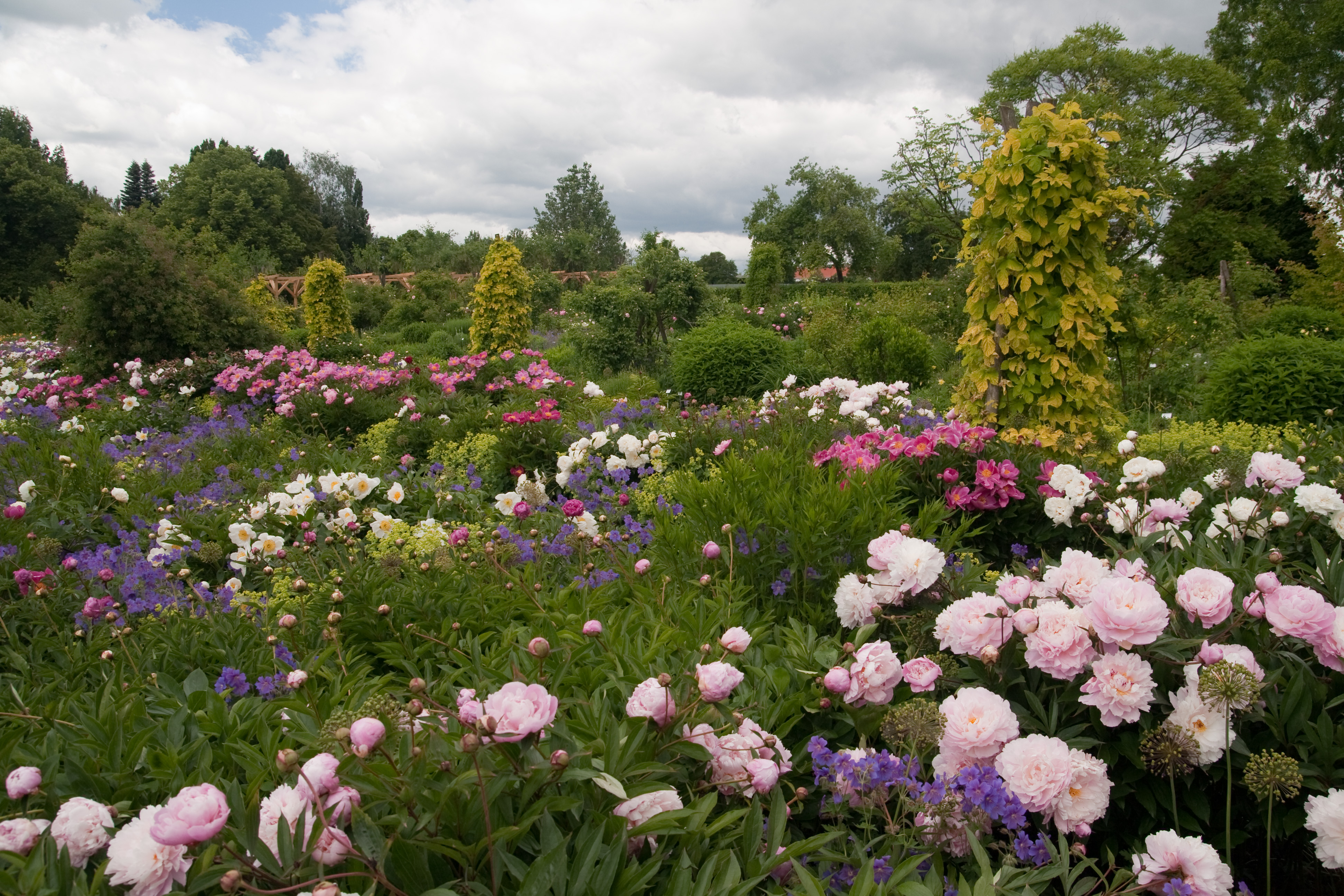
Las peonias en floración.

Este jardín botánico fue creado en 1948 de Richard Hansen, con la intención de experimentar en las plantas ornamentales perennes tanto arbustivas como leñosas, para conseguir nuevas variedades.
En 1978, con la llegada del profesor Peter Kiermeier a la dirección del instituto el jardín enfoca sus investigaciones encaminadas a la Arquitectura del Paisaje, y en la consecución de plantas de una amplia gama de color.
Desde 1997, el profesor Bernd Hertle lleva el grupo de trabajo «Staudensichtung» (enfoque en arbustos), en la federación de "Staudengärtner" (hoticultores de arbustos) alemán. Desde el 2003 como director del instituto para la horticultura.

## Colecciones

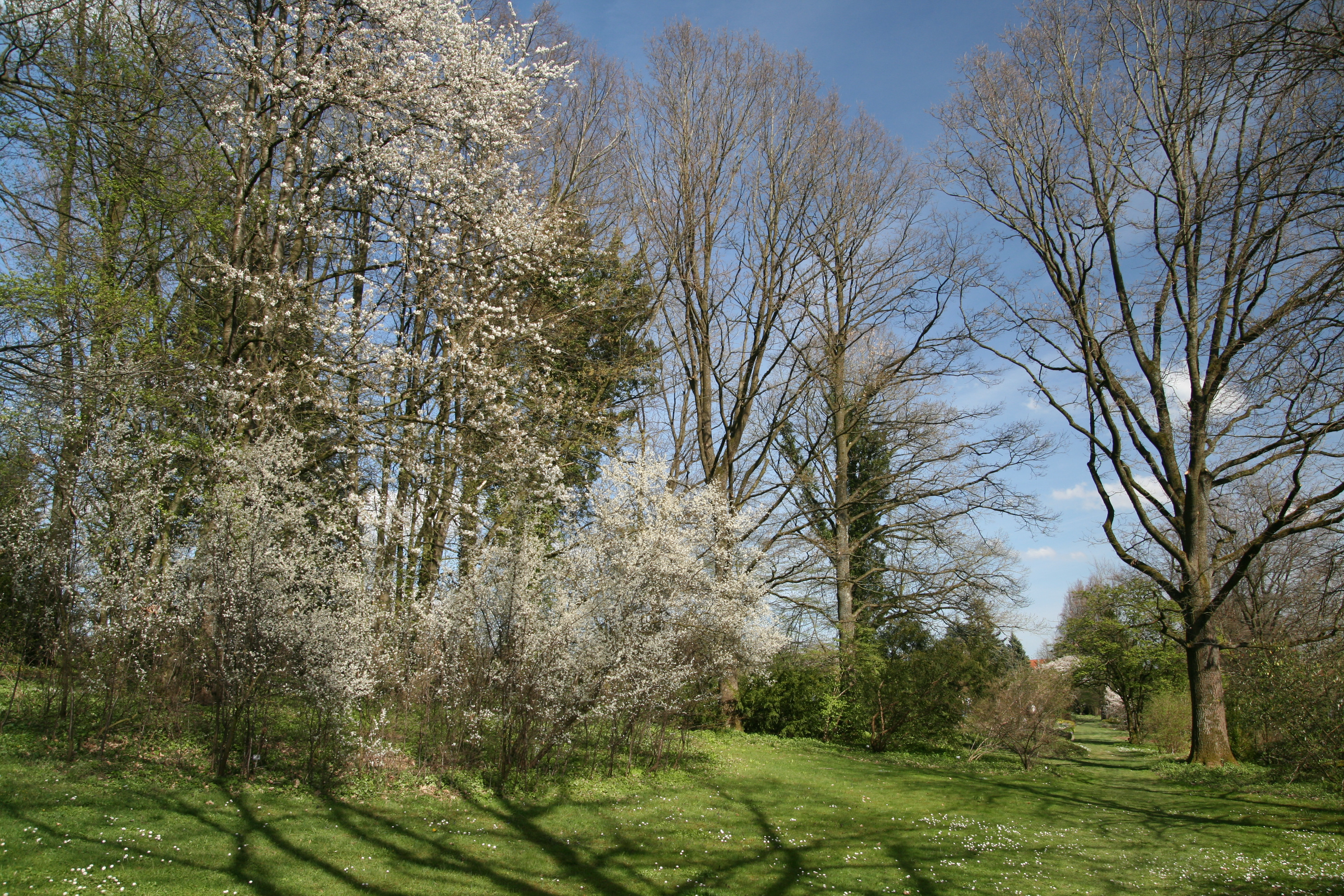
Primavera en el arboreto del jardín.

Colecciones de plantas donde se resaltan las plantas de la zona, y sirven como un jardín de exhibición con hermosas vistas del área del "Weihenstephan berg", y sirve de material de investigación y experimentación, entre sus colecciones son de destacar:
- Plantas ornamentales perennes resistentes a climas fríos
- Arboreto de árboles ornamentales
- Plantas ornamentales arbustivas con una colección de 250 cultivares de Paeonia lactiflora.